# 1-أوكتين
1-أوكتين هو مركب عضوي هيدروكربوني ينتمي إلى الألكينات صيغته C8H16، ويوجد على شكل سائل عديم اللون.

## التحضير
يمكن أن تتم عملية التحضير بإجراء بلمرة البوتاديين ووفق عملية فيشر-تروبش. يمكن التحضير كذلك من عملية بلمرة منضبطة لأربع وحدات من الإيثيلين.

## الخواص
يوجد المركب في الشروط القياسية على شكل سائل عديم اللون، وهو يغلي عند الدرجة 121 °س. لا يمتزج 1-أوكتين مع الماء، لكنه يمتزج بسهولة مع المذيبات العضوية مثل الأسيتون والإيثانول وثنائي إيثيل الإيثر.

## الاستخدامات
يستخدم 1-أوكتين من ضمن أحاديات القسيمات (المونوميرات) في تركيب بوليمر بولي إيثيلين عالي الكثافة (2–4%) وبولي إيثيلين منخفض الكثافة (8–10%).